# فهرس المجرات الرئيسية

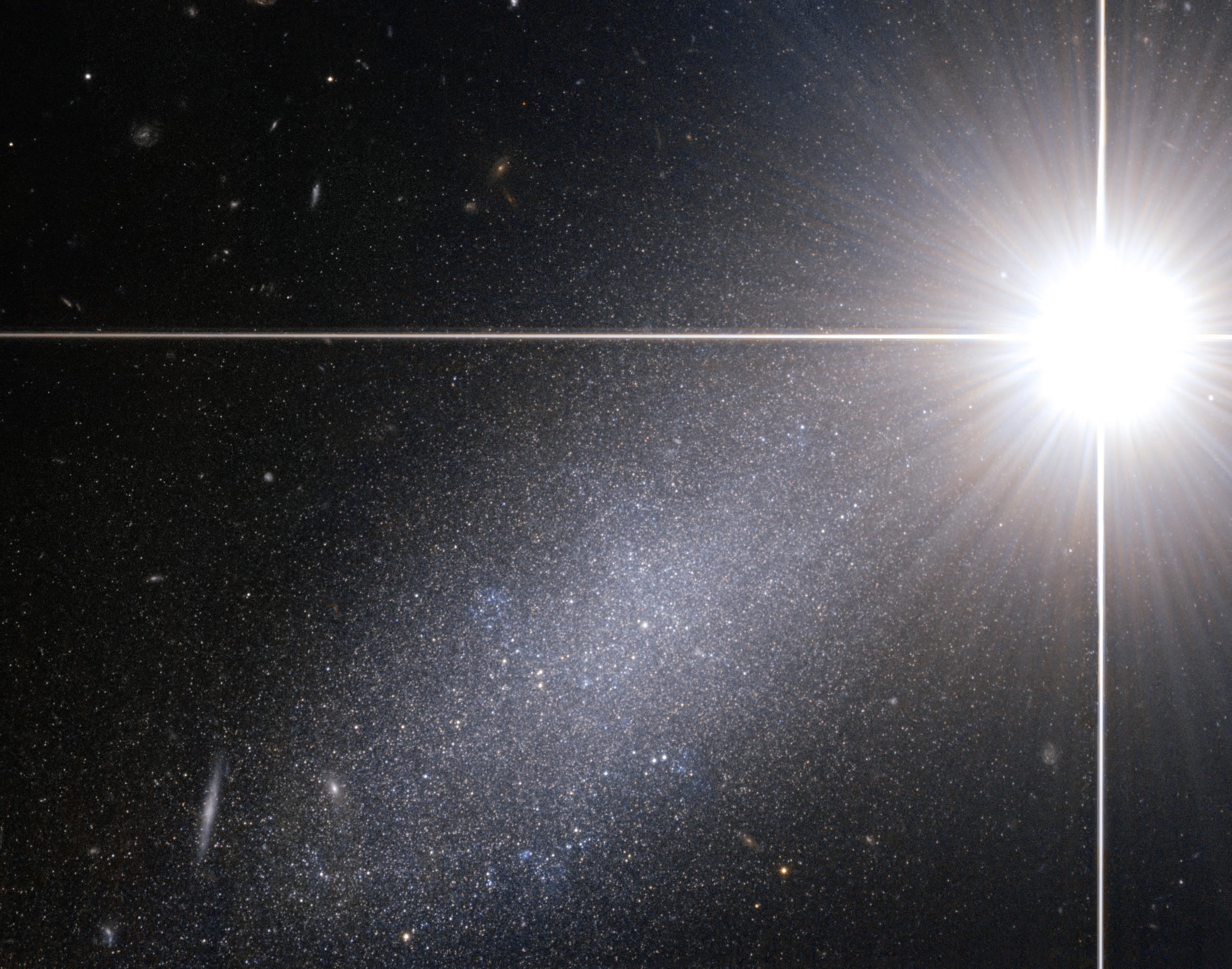
المجرة القزمة المحجوبة PGC 39058

فهرس المجرات الرئيسية (بالإنجليزية: Principal Galaxies Catalogue) (PGC) فهرس فلكي نشر في عام 1989 ويعتبر الأساس والمرجع لفهرس المجرات اللامعة الثالث (RC3) , ومرتكز على قاعدة بيانات ليون-ميودون ، التي بدأت أصلا في عام 1983
يسرد فهرس المجرات الرئيسية
الإحداثيات الاستوائية للاعتدالات 1950 و2000, ويعرف 73197 مجرة ,
40932 مجرة لديها إحداثيات مع انحراف معياري أقل من عشرة دقائق قوسية. ويسرد الفهرس ما مجموعه 131601 اسم من المصادر 38 الأكثر شيوعا .و يذكر الفهرس متوسط البيانات لكل جرم عندما تكون متوفرة:
التصنيف المجري، نصف المحور الرئيسي والقدر الظاهري والسرعة الشعاعية وزاوية الموضع.

## فهرس المجرات الرئيسية 2003
فهرس المجرات الرئيسية 2003 PGC2003- Principal Galaxy Catalog (PGC) 2003 الإصدار الجديد من فهرس المجرات الرئيسية. وهو يشكل إطار قاعدة بيانات ليون-ميودون للمجرات الذي حل محل بيانات LEDA ,بأضافة المزيد من البيانات والمزيد من الكفاءة ولا يزال الفهرس محدود بالمجرات المؤكدة.

## أمثلة

### PGC 2555
و تعرف أيضا بأسم مسييه 32 أو م32 Messier 32 في فهرس مسييه أو إن جي سي 221 في الفهرس العام الجديد و هي مجرة إهليلجية قزمة، تبعد عن الأرض نحو 2.65 مليون سنة وتقع في كوكبة المرأة المسلسلة. وتشكل المجرة مسييه 32 تابعا للمجرة الكبيرة أندروميدا (أو م31) واكتشفها الفلكي الفرنسي لو جنتي عام 1749. يبلغ قطر م32 نحو 6.500 سنة ضوئية. ومثل معظم المجرات البيضوية تحتوي مسييه 32 على عدد صغير من النجوم الحمراء والصفراء المتقدمة في العمر، ولا يحتوي على غبار أو غاز، ولهذا فلا توجد به نجوم في مرحلة التكوين.

### PGC 14765
مدرجة تحت اسم إن جي سي 1553 في الفهرس العام الجديد,157-17 تسمية المرصد الأوروبي الجنوبي و هي مجرة محدبة  نموذجية في كوكبة أبو سيف على بعد 78.9 سنة ضوئية من الأرض وتعد ثاني المع عضو في تكتل أبو سيف المجري اكتشفت إن جي سي 1553 بواسطة الفلكي الإنجليزي جون هيرشل في 5,ديسمبر عام 1834 باستخدام مقراب عاكس 18.7 بوصة.

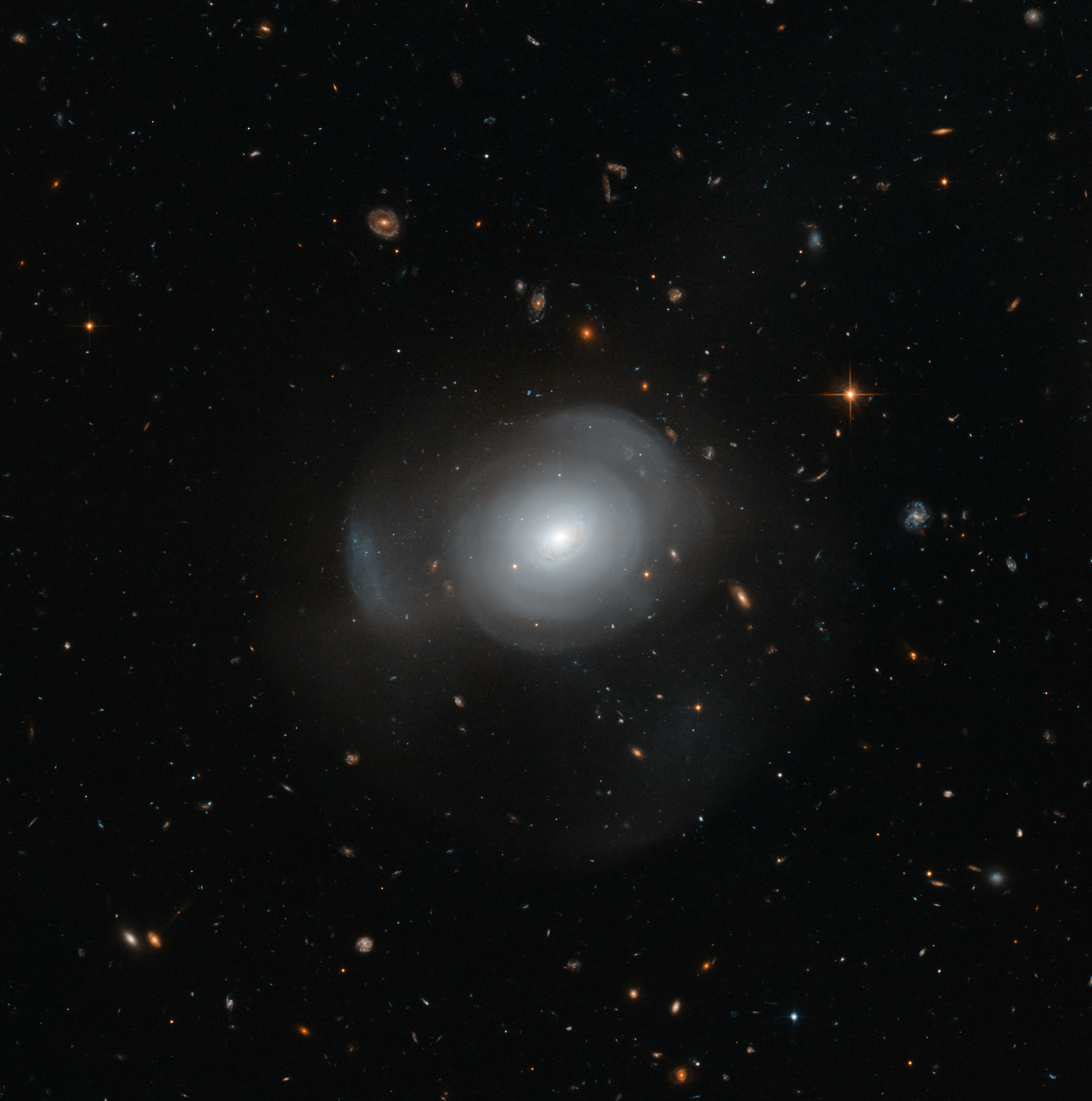
صورة مرصد هابل الفضائي للمجرة الإهليلجية PGC 6240.

## وصلات خارجية
- معلومات PGC في أرشيف ESO نسخة محفوظة 27 يناير 2005 على موقع واي باك مشين.
- PGC readme